# Jazz Summers
Jazz Summers est un agent artistique anglais, né le 15 mars 1944 à Winchester et mort le 14 août 2015.
Il est notamment connu pour avoir été le manager de nombreux artistes britanniques comme Boy George, London Grammar, Scissor Sisters, Snow Patrol, Soul II Soul, Lisa Stansfield, The Verve, Yazz ou encore Wham!.

## Biographie
Jazz Summers est né dans le comté du Hampshire dans une famille de militaires. Il est envoyé à l'âge de douze ans à la Gordon's School (en) de Woking, dans le Surrey, et rejoint l'armée trois ans plus tard. Il revient au Royaume-Uni en 1968 après avoir travaillé pendant presque dix ans comme manipulateur en électroradiologie dans le corps médical. Il continue ensuite de travailler dans le milieu hospitalier, tout en jouant dans des groupes semi-professionnels comme batteur. Il quitte définitivement son travail en radiologie pour se consacrer à la gestion artistique de groupes punk et post-punk à Londres au milieu des années 1970.
En 1983, il fait équipe avec Simon Napier-Bell, l'agent des Yarbirds, pour s'occuper du groupe Wham! mené par George Michael et Andrew Ridgeley. Deux ans plus tard, le groupe est connu internationalement, notamment grâce au travail de leurs deux managers qui ont réussi à organiser une tournée aux États-Unis et en Chine. En 1986, Wham! se sépare et Jazz Summers crée Big Life (en) avec Tim Parry, un label discographique regroupant également plusieurs autres agents artistiques britanniques. En 1997, il gère notamment le groupe The Verve, connu pour son tube Bitter Sweet Symphony.
Sa carrière dans l'industrie musicale a été récompensée par le Peter Grant Award en 2003 et le Music Week’s Strat Award en 2007. Par ailleurs, il a été président du Music Managers Forum (en) et a œuvré pour les droits des musiciens à travers l'association Featured Artists' Coalition. En 2013, son autobiographie sort sous le titre Big Life. Il meurt deux ans plus tard d'un cancer du poumon.